# Ubbenagasthuis

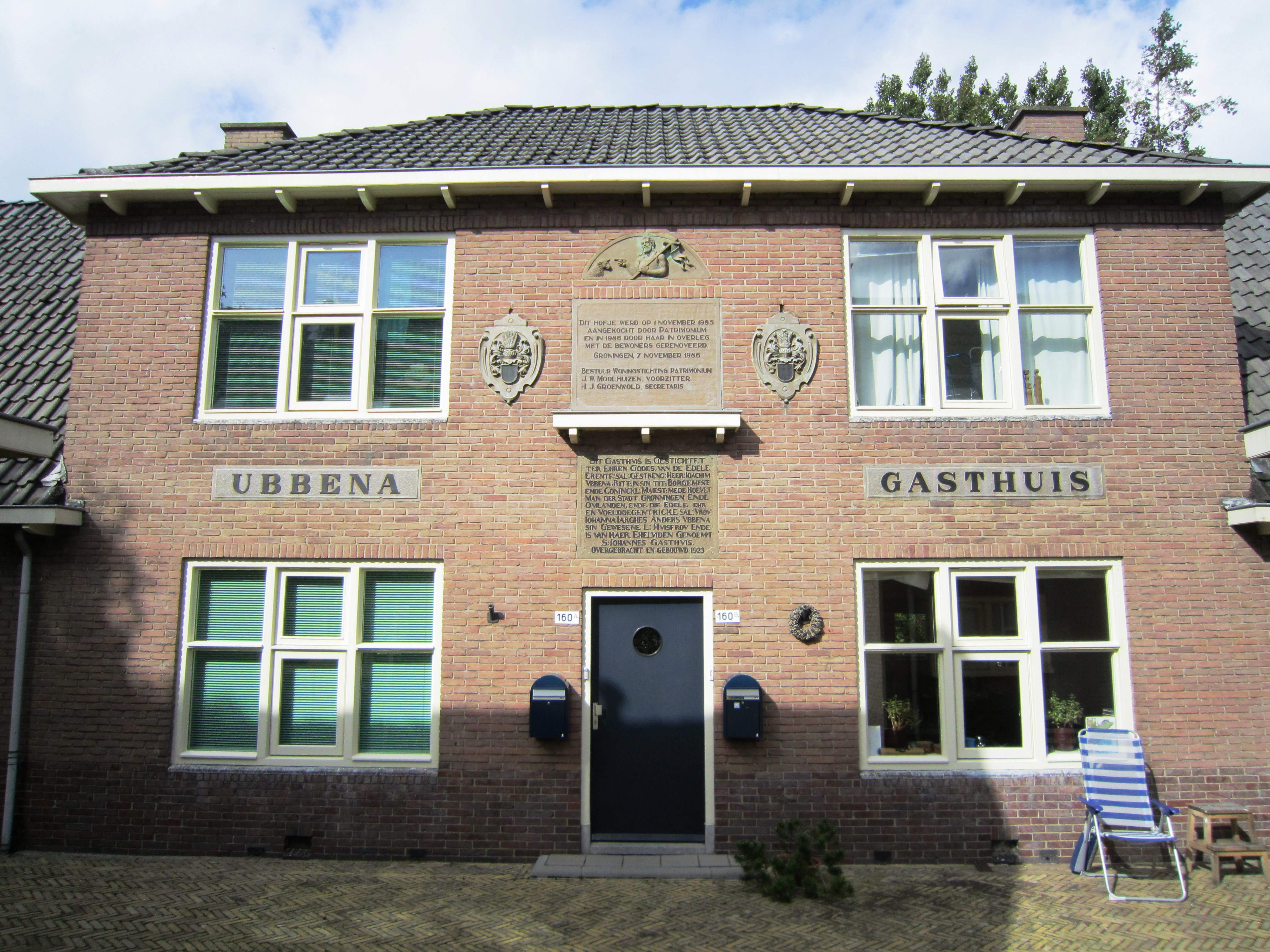
Ubbenagasthuis

Het Ubbenagasthuis was een gasthuis in de stad Groningen. Het oorspronkelijke gasthuis werd gesticht door Jacob Lubbers aan de Oude Kijk in 't Jatstraat. Het wordt voor het eerst genoemd in 1521, en staat dan bekend als Hospitale St Joannis. De huidige naam verwijst naar burgemeester Joachim Ubbena die het halverwege de 16e eeuw heeft opgeknapt. De voogdij zal tot 1839 worden uitgeoefend door zijn familie, die het in dat jaar verkoopt aan de diaconie van de Hervormde gemeente. 
De staat van het pand aan de Oude Kijk in 't Jatstraat gaat in de loop van de negentiende eeuw steeds verder achteruit, zodanig dat het in 1923 moet worden afgebroken. Het gasthuis verhuist dan naar nieuwbouw achter het Rustoord aan de Korreweg. Daar heeft het tot 1975 zijn functie behouden. Het tweede gasthuis is in 1986 gerenoveerd. De woningen worden sindsdien verhuurd door Christelijke Woningstichting Patrimonium.
Aduardergasthuis ·
Anna Varvers Convent ·
Armhuiszitten Convent ·
Hofje Ceramstraat ·
Corneliagasthuis ·
Doopsgezind Gasthuis ·
Gerarda Gockingahuis ·
Hesselinkstichting ·
Jacob en Annagasthuis · 
Juffer Margarethagasthuis ·
Juffer Tette Alberdagasthuis ·
Jan Luitjensgasthuis ·
Mepschengasthuis ·
Middengasthuis (Kleine Rozenstraat) ·
Middengasthuis (Grote Leliestraat) ·
Latteringe Gasthuis ·
Pelstergasthuis ·
Pepergasthuis ·
Pieternellagasthuis ·
Remonstrants Gasthuis ·
Rustoord ·
Sint Anthonygasthuis ·
Sint Martinusgasthuis ·
Hofje Tellegenstraat ·
Ter Schouw-Van Sanen Stichting ·
Typografengasthuis ·
Ubbenagasthuis ·
Vrouw Fransensgasthuis ·
Vrouw Wilsoors- of Aaffien Olthofsgasthuis ·
Weldadige Stichting Ketelaar-Bos ·
Wytzes- of Schoonbeeksgasthuis ·
Zeylsgasthuis